# (88268) 2001 KK76
(88268) 2001 KK76 est un objet transneptunien faisant partie des cubewanos.

## Caractéristiques
(88268) 2001 KK76 mesure environ 170 km de diamètre.

## Orbite
L'orbite de 2001 KK76 possède un demi-grand axe de 42,41 ua et une période orbitale d'environ 276 ans. Son périhélie l'amène à 41,665 ua du Soleil et son aphélie l'en éloigne de 43,155 ua. Il s'agit d'un cubewano.

## Découverte
(88268) 2001 KK76 a été découvert le 24 mai 2001.